# 博曼山
博曼山（英語：Mount Boman），是南極洲的山峰，位於沙克爾頓海岸，屬於伊麗莎白女王嶺的一部分，海拔高度1,630米，美國地質調查局根據測量和該國海軍的空中照片繪入地圖，現時由南極條約體系管理。